# Allai
Allai (en el idioma sardo Àllai) es un municipio de Italia de 413 habitantes de la provincia de Oristano, en la región histórica de Barigadu.

## Evolución demográfica
| Gráfica de evolución demográfica de Allai entre 1861 y 2001 |
|                                                             |
| Fuente ISTAT - Gráfica elaborada por Wikipedia              |